# I Элиева когорта афоссцев
I Элиева когорта афоссцев (лат. Cohors I Aelia Athoitorum) — вспомогательное подразделение армии Древнего Рима.
Данное подразделение было создано в эпоху правления императора Адриана или Антонина Пия. Существует версия, что когорта была организована из местных иррегулярных подразделений. Её название указывает на то, что она была набрана среди жителей Афона. Впервые подразделение упоминается в военном дипломе от 155 года, перечисляющем состав римских войск в провинции Фракия. Там же когорта находилась, согласно надписям, в 155/157 и 166/169 годах. Последнее упоминание I Элиевой когорты афоссцев относится к периоду 211—217 годов. Вполне вероятно, базой подразделения был город Кабиле.